# 로키 그레이
로키 그레이(Rocky Gray, 1974년 7월 2일 ~ )는 미국의 드러머이자 베이시스트로, 에바네센스의 전 멤버이다.